# Distretto di Urgamal
Il distretto di Urgamal è uno dei ventiquattro distretti (sum) in cui è suddivisa la provincia del Zavhan, in Mongolia. Conta una popolazione di 1.822 abitanti (censimento 2005). 